# Vladimír Jindřich Bufka

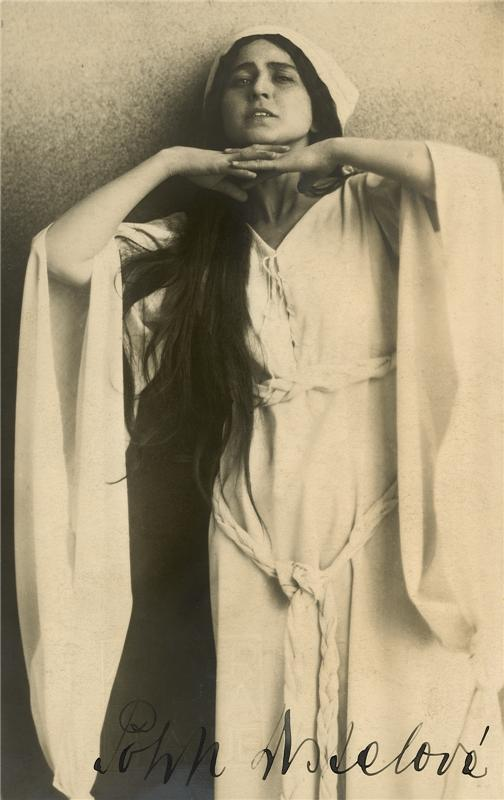
Leopolda Dostalová jako Lady Macbeth z tragédie Macbeth Williama Shakespeara, 1916

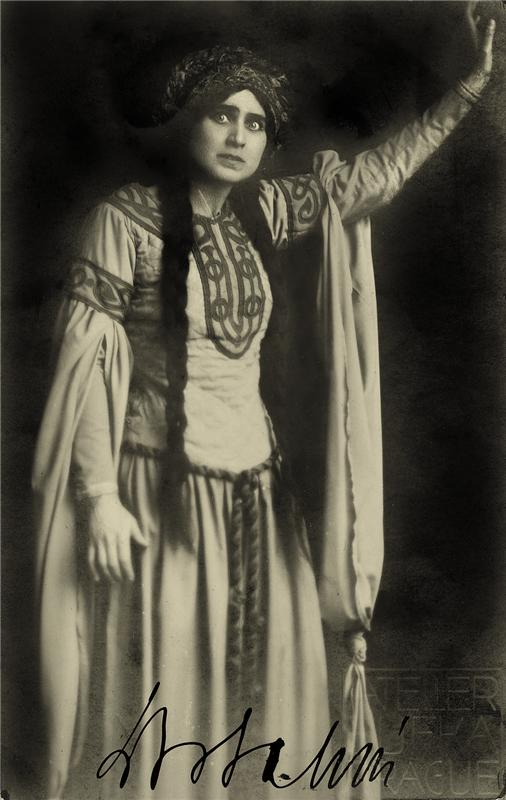
Leopolda Dostalová – Lady Macbeth, 1916

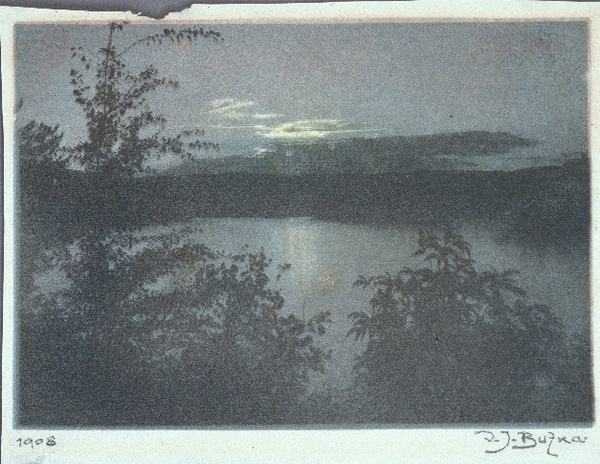
Vladimír Jindřich Bufka: Bez názvu (Krajina), 1908; vedle portrétů zaujímají v Bufkově díle nejdůležitější místo právě krajiny; zvláště pozoruhodná jsou jeho nokturna, považovaná za jeho specialitu, archiv Moravské galerie v Brně

Vladimír Jindřich Bufka (16. července 1887 Pavlovičky – 23. května 1916 Královské Vinohrady) byl český fotograf a popularizátor fotografie, významný představitel piktorialismu. Byl jedním z nejvýraznějších reprezentantů umělecké fotografie začátku 20. století v Praze a v Rakousku-Uhersku.
Jeho tvůrčí záběr byl velmi široký, kromě ušlechtilých fotografických tisků ovládal gumotisk, platinotisk i olejotisk nebo autochrom. Věnoval se astrofotografii, mikrofotografii, reprodukcím uměleckých děl, krajinářské fotografii, snímkům architektury, dokumentárním snímkům, zátiší, i náročným portrétům. Kromě toho pořádal přednášky, publikoval v mnoha časopisech a je autorem několika publikací z oblasti fotografie.

## Životopis
Vladimír Jindřich Bufka se narodil v rodině bankovního úředníka Eduarda Bufky a spisovatelky Karly Absolonové-Bufkové (po matce byl jeho polorodným bratrem Karel Absolon). Po absolvování reálného gymnázia vystudoval chemii na Vysokém učení technickém v Praze. Nejdříve se fotografii věnoval amatérsky, byl členem Českého klubu fotografů amatérů v Praze. První snímky mu v lednu 1908 otiskl obrazový časopis Český svět. Byl velkým propagátorem techniky autochromu o které pořádal přednášky a publikoval články. Své zkušenosti z touto technikou shrnul v knize „O fotografování v barvách pomocí desky autochromové“, která vyšla v roce 1910. V tomtéž roce mu vyšla další kniha „Stručný návod k nejdůležitějším pracím s deskami fotografickými a vyvolávacími papíry“ ve které shrnul své zkušenosti s klasickou fotografií.
Praxi absolvoval v továrně bratří Lumièrů na autochromy v Lyonu. V letech 1910 až 1911 pracoval v ateliéru J. Langhanse v Praze a H. C. Kosela ve Vídni, kde získával praktické zkušenosti, které mu umožnily otevřít si v roce 1911 svůj vlastní profesionální ateliér v Praze. Jeho ateliér získal záhy velkou popularitu srovnatelnou s oblíbeným ateliérem Františka Drtikola. Ve své době měl Bufka i větší vliv a ohlas než Drtikol, neboť kromě velmi širokého záběru ve fotografické tvorbě byla významná i jeho činnost publicistická. Cestoval do Varšavy a Petrohradu, údajně s cílem reprodukovat technikou autochromu malířská díla z tamějších sbírek.
V. J. Bufka zemřel ve svých 28 letech 23. května 1916 na leukémii. Pohřben byl na Vinohradském hřbitově. Vedení ateliéru převzala jeho manželka Marie Bufková a pokračovala v jeho provozování až do roku 1928. Proto existují fotografie z dvacátých let s razítkem Ateliér V. J. Bufka. Bufkova drobná pozůstalost je součástí sbírek Moravské galerie.

## Dílo
Jeho znalost fotografických technik mu umožňovala provádět obtížné záběry, v exteriérech fotografoval Prahu a Vídeň večer, v dešti nebo v protisvětle. Ve střední Evropě patří tyto práce k prvním svého druhu. Byl tvůrcem stylizovaných děl náročnými technikami gumotisku a barevného gumotisku, které v té době byly velmi inovativní. Inspiroval se z různých slohů a stylů: impresionismu a postimpresionismu, secese, symbolismu a dekadence, kubismu, futurismu nebo art deco.
Portrétoval členy šlechtického rodu Schwarzenbergů.
Jeho tvorba měla značný vliv na jeho současníky, kromě fotografování byl autorem knih a článků o fotografech a fotografii.

### Výstavy
- 1908 – Jubilejní výstava obchodní a živnostenské komory, Praha
- 1911 – Výstava Českého klubu fotografů amatérů, Lucerna Praha
- 1989 – Česká fotografická moderna, Uměleckoprůmyslové muzeum Praha
- 1991 – Photographie der Moderne in Prag 1900–1925, Neue Galerie der Stadt Linz
- 2010–2011 – Moravská galerie Brno[6]

### Publikace
- Vladimír Jindřich Bufka: O fotografování v barvách pomocí desky autochromové. Eduard Weinfurter, Praha 1910
- Vladimír Jindřich Bufka: Stručný návod k nejdůležitějším pracím s deskami fotografickými a vyvolávacími papíry. E. Weinfurter, Praha 1910
- Vladimír Jindřich Bufka: Katechismus fotografie. Hejda a Tuček, Praha 1913

### Články
- Internacionální kongres fotografický v Bruselu. Fot. věstník 1910, s. 145–146
- Od úpatí Matternu a Monte Rosy. Světozor, 1910, č. 8, s. 179–180
- Modní fotografie stylová. Český svět VII, č. 31 ze 14. 4. 1911
- O vývoji moderní fotografie. Veraikon 1912, s. 67–69
- Nejnovější výzkumy ve fotografii Fot. věstník XXIII, 1912, s. 161–163, 177–179
- Moderní fotografie odvětvím uměleckého průmyslu grafického. Dílo 1913, s. 73–75
- Za světy hvězdné říše. Světozor, č. 5, 20. 3. 1914
- Praha. Klub Za starou Prahu, Praha 1924 (1925 s francouzským textem)